# 小行星1991
小行星1991（1991 Darwin）是一颗绕太阳运转的小行星，为主小行星带小行星。该小行星于1967年5月6日发现。
該小行星以英國博物學家查爾斯·達爾文命名。

## 轨道参数
小行星1991的轨道半长轴为2.2485062 UA，离心率为0.207。